# L’Estère
L'Estère – miasto na Haiti, w departamencie Artibonite.